# Alfred Goldscheider
GoldschNeider
Alfred Goldscheider, né en 1858 à Sommerfeld, arrondissement de Crossen-sur-l'Oder dans la province de Brandebourg, mort en 1935, est un neurologue allemand.

## Biographie
Alfred Goldscheider reçoit sa formation médicale à l'institut médico-chirurgical Frédéric-Guillaume de Berlin (une école de médecine militaire surnommée « la Pépinière ») et passe les sept années suivantes comme médecin militaire et assistant du physiologiste Emil du Bois-Reymond (1818-1896).
Plus tard, il dirige l'hôpital de Moabit, puis enseigne à l'université de Berlin. De 1906 à 1910, il dirige l'hôpital Rudolf Virchow.

## Travaux
Goldscheider est surtout connu pour ses recherches sur le système somatosensoriel, notamment les thermorécepteurs cutanés et leurs localisations en de petites régions circonscrites punctiformes sur la peau électivement sensibles soit au froid, soit à la chaleur. Il s'est intéressé également aux zones cutanées sensibles au toucher, cherchant à distinguer la sensation douloureuse de celle de démangeaison.
À la fin des années 1890 Goldscheider collabore avec son collègue Edward Flatau, pour étudier la structure des neurones et leurs modifications sous l'effet de différents stimuli.
Il décrit également une maladie dermatologique,  l'épidermolyse bulleuse, parfois désignée comme la « maladie de Goldscheider ».

## Publications
- Die Lehre von den specifischen Energieen der Sinnesnerven, Berlin, Hirschwald, 1881
- Eine neue Methode der Temperatursinnprüfung, 1887
- Diagnostik der Nervenkrankheiten, 1893
- Über den Schmerz in physiologischer und klinischer Hinsicht nach einem vortrage in der Berliner militärärztlichen Gesellschaft am 22. Januar 1894, Berlin, Hirschwald, 1894
- Die Bedeutung der Reize für Pathologie und Therapie im Lichte der Neuronlehre, Leipzig, 1898
- Gesammelte Abhandlungen, 1898
- Physiologie der Hautsinnesnerven, 1898
- (avec Edward Flatau) Normale und pathologische Anatomie der Nervenzellen auf Grund der neueren Forschungen, 1898
- Anleitung zur Übungs-Behandlung der Ataxie, 1899
- Diagnostik der Krankheiten des Nervensystems : eine Anleitung zur Untersuchung Nervenkranker, 1903 — 53 figures.
- (avec Ernst von Leyden) Die Erkrankungen des Rückenmarkes und der Medulla oblongata, 1903
- Das Schmerzproblem, 1920[3]

### Listes de publications en ligne
- Deutsche digitale Bibliothek : https://www.deutsche-digitale-bibliothek.de/person/gnd/117548863/
- Worldcat[4] : http://www.worldcat.org/search?q=au%3AAlfred+Goldscheider&fq=x0%3Abook+%2B+x4%3Adigital&qt=advanced&dblist=638

## Compléments